# Pedro Antonio Martín Marín
Pedro Antonio Martín Marín (Madrid, 4 de julio de 1949) es un político y empresario español.

## Biografía
Licenciado en Derecho por la Universidad Complutense de Madrid, comenzó su actividad profesional como profesor ayudante de Derecho Mercantil en la Complutense entre los años 1972 y 1974.
Posteriormente, comenzada la Transición española, se afilió a Unión de Centro Democrático con el cargo de secretario general de Madrid en 1980. Durante el mandato de Leopoldo Calvo-Sotelo, ejerció funciones de asesor a la Presidencia del Gobierno. 
Un año más tarde se incorpora al Comité Organizador del Mundial de Fútbol de 1982. Tras esa etapa pasa a la Cadena COPE, en funciones de secretario general. Entre 1983 y 1990 fue consejero delegado de Editorial Católica y entre 1986 y 1991 vicepresidente de la Asociación Española de Radiodifusión Privada. Asimismo, fue Vicepresidente del Real Madrid junto a Luis de Carlos entre 1982 y 1985 y de la Federación Española de Baloncesto.
Con la llegada de las televisiones privadas, entre agosto de 1991 y septiembre de 1992, es nombrado subdirector general de Antena 3. 
Tras las elecciones generales de 1996, el primer Gobierno de José María Aznar lo nombra presidente del Consejo Superior de Deportes. Permanece en el cargo algo más de dos años, hasta que el 17 de julio de 1998 pasa a ocupar el puesto de Secretario de Estado de Comunicación en el Ministerio de la Presidencia.
Elegido diputado en la VII Legislatura (2000), aunque renunció a su escaño para ocupar la presidencia del operador de satélites Hispasat el 21 de julio de ese año. 
Entre junio de 2002 y septiembre de 2004, asumió el cargo de Presidente de Admira, la filial de la Compañía Telefónica para la gestión de sus intereses en medios de comunicación. Durante su mandato auspició la integración de Onda Cero en Antena 3 Televisión.
Tras su retirada de Admira, regresa a Hispasat como presidente, ocupando el cargo hasta el 23 de julio de 2004 en que presenta su dimisión. Durante ese tiempo, Hispasat puso en órbita el satélite 1D y construyó el satélite Amazonas.
Con posterioridad fue nombrado Presidente del Centro de Asuntos Taurinos de la Comunidad de Madrid. Forma parte del Comité Olímpico Español desde 1999.

## Premios, reconocimientos y distinciones
- En julio de 2000 recibió la Gran Cruz de la Orden de Isabel la Católica.
- Medalla de Oro de la Real Orden del Mérito Deportivo, otorgada por el Consejo Superior de Deportes (1999)

- Datos: Q11698520